# Copo de nieve de Koch

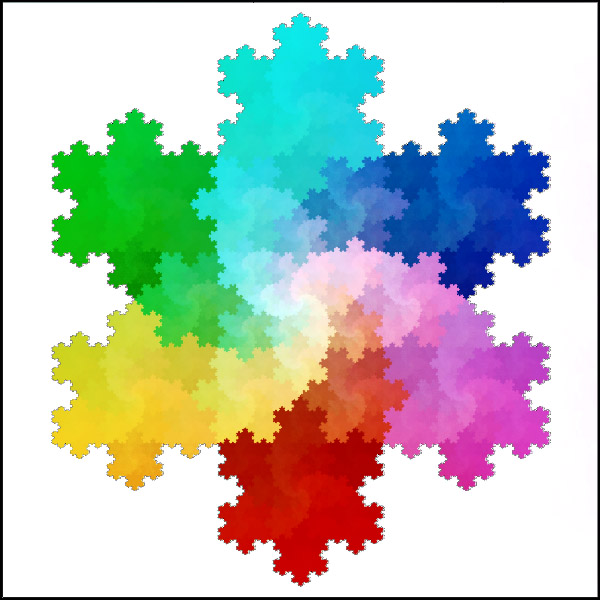
Concepción artística de un Copo de Koch. Llamamos copo de Koch a la curva que describe el contorno de la figura.

El copo de nieve de Koch, también llamado estrella de Koch o isla de Koch, es una curva cerrada continua pero no diferenciable en ningún punto, descrita por el matemático sueco Helge von Koch en 1904 en un artículo titulado «Acerca de una curva continua que no posee tangentes y obtenida por los métodos de la geometría elemental».

En lenguaje actual, diríamos que es una curva fractal. Su construcción más simple se realiza mediante un proceso iterativo que se inicia partiendo en tres un segmento de recta e insertando dos más en el tercero medio a manera de un triángulo equilátero, el proceso se repite infinidad de veces. La curva de Koch es un caso particular de curva de De Rham.

## Construcción
Veamos el proceso que lleva a sustituir cada lado por la llamada curva de Koch: Se toma un segmento, se lo divide en tres partes iguales, se remplaza la parte central por dos partes de igual longitud haciendo un ángulo de 60 grados. Luego, con los cuatro segmentos, se procede de la misma manera, lo que da lugar a 16 segmentos más pequeños en la segunda iteración. Y así sucesivamente. La figura representa las seis primeras etapas de la construcción. La última curva es una buena aproximación de la curva final. 
|  |  |  |
|  |  |  |
|  |  |  |

Tres de estas curvas unidas forman el copo de nieve de Koch y el anticopo de nieve de Koch:
|  |  |

### Representación como sistema Lindenmayer
La curva de Koch se puede expresar en el sistema Lindenmayer
```
   Alfabeto : F
   Constantes : +, −
   Axioma : F++F++F
   Reglas de producción:
   F → F−F++F−F
```

Aquí, F significa «continua dibujando», + «gira 60 grados a la derecha, y - «gira 60 grados a la izquierda» (ver gráficas tortuga)

## Propiedades

### Perímetro del copo de nieve de Koch
Cada iteración multiplica el número de lados en el copo de nieve de Koch por cuatro, por lo que el número de lados después de las iteraciones n viene dado por:
{\displaystyle N_{n}=N_{n-1}\cdot 4=3\cdot 4^{n}\,.}
Si el triángulo equilátero original tiene lados de longitud s, la longitud de cada lado del copo de nieve después de las iteraciones n es:
{\displaystyle S_{n}={\frac {S_{n-1}}{3}}={\frac {s}{3^{n}}}\,,}
un inverso potencia de tres múltiplo de la longitud original.
El perímetro del copo de nieve después de las iteraciones  n es:
{\displaystyle P_{n}=N_{n}\cdot S_{n}=3\cdot s\cdot {\left({\frac {4}{3}}\right)}^{n}\,.}
La curva de Koch tiene una longitud infinita, porque la longitud total de la curva aumenta en un factor de 43 con cada iteración. Cada iteración crea cuatro veces más segmentos de línea que en la iteración anterior, siendo la longitud de cada uno 13 la longitud de los segmentos en la etapa anterior. Por lo tanto, la longitud de la curva después de n iteraciones será (43)  n  veces el perímetro del triángulo original y es ilimitado, ya que n tiende al infinito.

#### Límite del perímetro
Como el número de iteraciones tiende al infinito, el límite del perímetro es:
{\displaystyle \lim _{n\rightarrow \infty }P_{n}=\lim _{n\rightarrow \infty }3\cdot s\cdot \left({\frac {4}{3}}\right)^{n}=\infty \,,}
donde |43| > 1.
Existe una medida dimensional ln 4ln 3, pero hasta ahora no se ha calculado. Solo se han inventado los límites superior e inferior.

### Área del copo de nieve de Koch
En cada iteración se agrega un nuevo triángulo a cada lado de la iteración anterior, por lo que el número de triángulos nuevos agregados en la iteración n es:
{\displaystyle T_{n}=N_{n-1}=3\cdot 4^{n-1}={\frac {3}{4}}\cdot 4^{n}\,.}
El área de cada nuevo triángulo agregado en una iteración es 19 del área de cada triángulo agregado en la iteración anterior, por lo que el área de cada triángulo agregado en la iteración n es:
{\displaystyle a_{n}={\frac {a_{n-1}}{9}}={\frac {a_{0}}{9^{n}}}\,.}
donde a0 es el área del triángulo original. El área nueva total agregada en la iteración n es por lo tanto:
{\displaystyle b_{n}=T_{n}\cdot a_{n}={\frac {3}{4}}\cdot {\left({\frac {4}{9}}\right)}^{n}\cdot a_{0}}
El área total del copo de nieve después de las iteraciones n es:
{\displaystyle A_{n}=a_{0}+\sum _{k=1}^{n}b_{k}=a_{0}\left(1+{\frac {3}{4}}\sum _{k=1}^{n}\left({\frac {4}{9}}\right)^{k}\right)=a_{0}\left(1+{\frac {1}{3}}\sum _{k=0}^{n-1}\left({\frac {4}{9}}\right)^{k}\right)\,.}
Colapsando la suma geométrica da:
{\displaystyle A_{n}=a_{0}\left(1+{\frac {3}{5}}\left(1-\left({\frac {4}{9}}\right)^{n}\right)\right)={\frac {a_{0}}{5}}\left(8-3\left({\frac {4}{9}}\right)^{n}\right)\,.}

#### Límites de área
El límite del área es:
{\displaystyle \lim _{n\rightarrow \infty }A_{n}=\lim _{n\rightarrow \infty }{\frac {a_{0}}{5}}\cdot \left(8-3\left({\frac {4}{9}}\right)^{n}\right)={\frac {8}{5}}\cdot a_{0}\,,}
donde |49| < 1.
Por lo tanto, el área del copo de nieve de Koch es 8 5 del área del triángulo original. Expresado en términos de la longitud lateral s del triángulo original, esto es:
{\displaystyle {\frac {2s^{2}{\sqrt {3}}}{5}}.}

### Propiedades fractales

Autosimilitud exacta del Copo de nieve de Koch a todas las escalas

La característica anterior, típica de muchas curvas fractales, añadida al hecho de que la curva da la impresión de tener cierto espesor a causa de sus constantes cambios de dirección, sugiere que esta figura, en algún sentido, no es unidimensional. Para ello usaremos una generalización del concepto de dimensión: la dimensión fractal de Hausdorff.
Su dimensión de Hausdorff tiene que estar entre 1, la de una recta, y 2, la del plano. Para hallarla miremos la última curva: Si agrandamos (mediante una homotecia) tres veces la sección A'B' obtenemos exactamente la sección AB. En la curva final, obtendríamos la sección A'C, es decir cuatro veces la sección inicial.
Se sabe que una homotecia de razón tres multiplica las longitudes por 3, las superficies por 3² = 9, los volúmenes por 3³ = 27, y más generalmente, el "volumen" de objeto de dimensión d por 3d. Entonces tenemos 3d = 4 para el copo de Koch, lo que da:

{\displaystyle d={\frac {\ln 4}{\ln 3}}\approx 1,26186\dots }

La dimensión de homotecia anterior coincide en este caso con la dimensión fractal de Hausdorff. La configuración opuesta-complementaria de un copo de nieve de Koch o copo de nieve fractal suele ser denominada anticopo de nieve.

## Variantes de la curva de Koch
Existen múltiples variantes de la curva de Koch, cambiando el ángulo de 60°, el triángulo equilátero por otro polígono o el conjunto inicial.
| Variante       | Ilustración | Construcción                                                                                              |
| -------------- | ----------- | --- |
| 1D, ángulo 85° |             | Variante de la curva de Koch con ángulo entre 60° y 90°. Dimensión de Hausdorff (85°) aproximada: 1,7848. |
| 1D, ángulo 90° |             | Variante de la curva de Koch con ángulo de 90°. Dimensión de Hausdorff: ln(5)/ln(3) ≅ 1,4649.             |
| 1D, ángulo 90° |             | Variante de la curva de Koch con ángulo de 90°. Dimensión de Hausdorff: 1,5.                              |
| 1D             |             | Variante pentagonal de la curva de Koch. Dimensión de Hausdorff aproximada: 1,37898.                      |
| 2D, triángulos |             | Variante de la curva de Koch sobre un triángulo 2D.                                                       |

## Copo de nieve de Koch en lenguaje Python
Programa utilizando el módulo turtle, incluido en la biblioteca estándar de Python
```
import
 
turtle

def
 
koch
(
size
,
 
n
):
                  
# Dibujar curva de Koch

    
if
 
n
 
==
 
0
:

        
turtle
.
fd
(
size
)

    
else
:

        
for
 
angle
 
in
 
[
0
,
 
60
,
 
-
120
,
 
60
]:

            
turtle
.
left
(
angle
)

            
koch
(
size
/
3
,
 
n
-
1
)

def
 
main
(
level
):
                    
# Tres curvas de Koch se combinan en un copo de nieve de Koch

    
turtle
.
setup
(
600
,
 
600
)

    
turtle
.
penup
()

    
turtle
.
goto
(
-
200
,
 
100
)

    
turtle
.
pendown
()

    
turtle
.
pensize
(
2
)

    
koch
(
400
,
 
level
)

    
turtle
.
right
(
120
)

    
koch
(
400
,
 
level
)

    
turtle
.
right
(
120
)

    
koch
(
400
,
 
level
)

    
turtle
.
hideturtle
()

level
 
=
 
int
(
input
(
"Introduzca el pedido de copos de nieve de Koch:"
))
   
# Ingresar orden

main
(
level
)

```